# Ион (Платон)
«Ион» (др.-греч. Ἴων) — один из ранних диалогов греческого философа Платона. Содержание — вымышленная беседа учителя Платона Сократа с неизвестным Ионом из Эфеса, в честь которого назван диалог. Ион — Рапсод, что означает, что он профессионально читает и раскрывает эпическую поэзию в праздничных случаях. Темой беседы является мастерство рапсода. Также речь идет об источнике творческой активности поэтов. Это самый короткий диалог Платона.

## Содержание

### I. Вступление
Диалог начинается с того, что Сократ встречает Иона Эфесского, известного рапсода, одержавшего победу в Эпидавре на состязаниях и прибывшего после в Афины. Сократ хвалит искусство Иона как рапсода, а заодно и искусство Гомера, в котором Ион, по его же словам, гораздо выше всех остальных рапсодов. Сократ в этом ключе отмечает, что настоящий рапсод должен много понимать в искусстве поэта, истолкованием мыслей которого и занимаются представители этого ремесла.

### II. Сущность художественного творчества
Сократ желает выяснить сущность художественного творчества; и в связи с этим утверждает сначала, что Ион должен быть силён в понимании не только Гомера, но и остальных поэтов, так как знание самого предмета заключено во всём. И мыслитель делает вывод, что Ион знает Гомера не в результате выучки или знания, имеющего только общий характер. Поэтому, по словам Сократа, поэтическое творчество совершается при посредстве «Божественной силы» («Божественное вдохновение», «Божественное определение», «Божественная одержимость»), действующая не посредством разума. Ион соглашается, но удивляется тому, что он, по словам Сократа, ничем другим не пользуется, кроме божественной силы.

### III. Критика понимания художественного творчества как результата выучки
Гомер изображает самые разные искусства: возничего, врача, кормчего, строителя; и каждое из этих искусств требует особой выучки и знаний, которые неприменимы к другим искусствам. Представитель каждого из искусств обладает гораздо большим познанием в своей области, чем Гомер и тем более рапсоды. Следовательно, Ион совершенно не понимает ничего в этих искусствах, несмотря на то, что воспевает их и берётся о них судить. Ион, уже сбитый с толку, начинает утверждать, что он разбирается не только в изображённых Гомером искусствах, но вообще во всём. Но всего знать нельзя, и рапсод тут же сбивается на другое утверждение, что он умеет изображать характеры отдельных действующих лиц. Но Ион сам же затем утверждает, что изображаемые им лица больше понимают в своём искусстве, чем он, и рапсоду в конце концов остаётся только сказать, что он разбирается только в военном деле. Сократу было нетрудно опровергнуть и это, сказав, что Иона никто не выбирал в полководцы, а полководец не есть ещё рапсод.
В заключении Сократ говорит, что лучше быть не выученным хвалителем Гомера, а божественно-вдохновлённым рапсодом. То есть, лучше быть хорошим рапсодом, чем самодовольным обманщиком.